# پارک ملی تلاسمطان
پارک ملی تلاسمطان (انگلیسی: Talassemtane National Park)، پارکی ملی در ناحیه ریف در شمال مراکش است. 